# Over Now (chanson de Calvin Harris et The Weeknd)
Pour l’article homonyme, voir Over Now.
Singles par Calvin Harris
Live Without Your Love
(2020)
Singles par The Weeknd
Save Your Tears
(2020) Hawái (Remix)
(2020)
Clip vidéo
[vidéo] « Over Now », sur YouTube
Over Now est une chanson du disc jockey britannique Calvin Harris et du chanteur canadien The Weeknd, sortie le 28 août 2020 sous le label Sony Music. La chanson a d'abord été aguichée par The Weeknd lors d'un concert virtuel peu avant l'annonce de la chanson.

## Crédits
Crédits provenant de Tidal.
- Adam Wiles (Calvin Harris) – production, interprète associé, écriture, composition, guitare
- Abel "The Weeknd" Tesfaye – voix, écriture, composition, claviers, programmation, interprète associé
- Frank Dukes – production
- Adam Feeney – écriture, composition
- Billy Walsh – écriture, composition
- Dylan Wiggins – écriture, composition
- Elizabeth Phillips – écriture, composition
- Evren Omer – écriture, composition
- Jason "DaHeala" Quenneville (en) – écriture, composition
- Martin McKinney – écriture, composition
- Sonjaya Prabhakar – écriture, composition
- Shin Kamiyama – ingénieur du son
- Dave Kutch – ingénieur du mastering
- Serban Ghenea – ingénieur du mixage

## Classements hebdomadaires
| Classement (2020)                        | Meilleure position |
| ---------------------------------------- | ------------------ |
| Allemagne (GfK Entertainment)            | 92                 |
| Australie (ARIA)                         | 17                 |
| Belgique (Flandre Ultratip 100)          | 7                  |
| Belgique (Flandre Ultratop R&B/Hip-Hop)  | 21                 |
| Belgique (Wallonie Ultratop 50 Singles)  | 34                 |
| Belgique (Wallonie Ultratop 50 Airplay)  | 23                 |
| Belgique (Wallonie Ultratop R&B/Hip-Hop) | 9                  |
| Canada (Hot 100)                         | 22                 |
| Canada (CHR/Top 40)                      | 14                 |
| Canada (Hot AC)                          | 27                 |
| Croatie (HRT)                            | 18                 |
| Danemark (Tracklisten)                   | 31                 |
| Écosse (OCC)                             | 27                 |
| Estonie (Eesti Tipp-40)                  | 30                 |
| États-Unis (Hot 100)                     | 38                 |
| États-Unis (Adult Pop Songs)             | 37                 |
| États-Unis (Pop Airplay)                 | 25                 |
| États-Unis (Adult R&B Songs)             | 10                 |
| États-Unis (Rhythmic Songs)              | 13                 |
| États-Unis (Rolling Stone Top 100)       | 17                 |
| France (SNEP)                            | 124                |
| Global 200 (Billboard)                   | 67                 |
| Grèce (IFPI Greece)                      | 38                 |
| Irlande (Irish Singles Chart)            | 26                 |
| Islande (Tónlistinn)                     | 37                 |
| Liban (OLT20)                            | 10                 |
| Lituanie (AGATA)                         | 31                 |
| Norvège (VG-lista)                       | 24                 |
| Nouvelle-Zélande (RMNZ)                  | 38                 |
| Pays-Bas (Single Top 100)                | 83                 |
| Pays-Bas (Nederlandse Tipparade)         | 5                  |
| Portugal (AFP)                           | 57                 |
| Royaume-Uni (UK Singles Chart)           | 33                 |
| Salvador (Monitor Latino)                | 15                 |
| Singapour (RIAS)                         | 29                 |
| Suède (Sverigetopplistan)                | 15                 |
| Suisse (Schweizer Hitparade)             | 41                 |
| Tchéquie (IFPI Rádio)                    | 63                 |

## Historique de sortie
| Région      | Date               | Format                                   | Label(s)          | Ref.   |
| ----------- | ------------------ | ---------------------------------------- | ----------------- | ------ |
| Divers      | 28 août 2020       | - Téléchargement - streaming             | Sony              | [ 6 ]  |
| Australie   | 28 août 2020       | Diffusion radio (succès contemporains)   | - Sony - Columbia | [ 40 ] |
| Royaume-Uni | 28 août 2020       | Diffusion radio (succès contemporains)   | - Sony - Columbia | [ 41 ] |
| États-Unis  | 1er septembre 2020 | Diffusion radio (succès contemporains)   | Columbia          | [ 42 ] |
| États-Unis  | 1er septembre 2020 | Diffusion radio (contemporain rythmique) | Columbia          | [ 43 ] |